# Långetjärnet (Laxarby socken, Dalsland, 656251-130004)
Långetjärnet är en sjö i Bengtsfors kommun i Dalsland och ingår i Göta älvs huvudavrinningsområde.